# Gidget (série de televisão)
Gidget é uma sitcom estadunidense pela Screen Gems sobre surf, uma louca adolescente chamada de "Gidget" e seu viúvo pai Russell Lawrence, um professor da UCLA. Estrelando Sally Field como Gidget e Don Porter como o pai Russell Lawrence. A série foi ao ar na ABC a partir de 15 de setembro de 1965 até 21 de abril de 1966.
Gidget estava entre os primeiros programas em cores da ABC, mas foi mal no Nielsen Ratings e foi cancelada ao final de sua primeira temporada.

## Background
A série é baseada em conceitos e personagens criados por Frederick Kohner, em seu romance de 1957 Gidget, the Little Girl with Big Ideas, que Kohner baseou nas aventuras de sua filha adolescente Kathy. O romance foi adaptado para um filme de 1959, estrelado por Sandra Dee, James Darren e Cliff Robertson. E em 1965, semanalmente havia meia-hora de séries de televisão vista por alguns como uma sequela do filme de 1959, apesar de inúmeras descontinuidades na trama, prazos e outros detalhes. Ele também pode ser visto como um ser independente, encarnação, relacionados, mas distintos, a partir dos romances ou dos filmes. Kohner serviu como consultor do roteiro da série.
A série reintroduziu o amigo de Gidget Larue. e se casou com a irmã Anne Cooper, ambos os quais aparecem no romance original de Kohner, mas estão ausentes do movimento de imagem da série. Gidget, cunhada, que aparece no romances com o inteligente, mas condescendente psiquiatra infantil Larry Cooper, é reinventado na série de televisão de John Cooper, um obtuso, mas adorável estudante de psicologia.

## Enredo
Gidget centraliza a relação de pai-filha entre Frances "Gidget" Lawrence e seu viúvo pai de Russell Lawrence. Os episódios seguem as aventuras de Gidget na escola, em casa, e em praias próximas. Russell Lawrence cuida de sua filha de quinze anos de idade, enquanto casado com a irmã Anne e o marido, John, que oferecem, frequentemente, não solicitadas dicas de educação infantil. O amigo de Gidget, Larue, por vezes, toma parte em suas aventuras. Mais frequentemente do que não, Gidget recebe  instrução moral de de seu pai e ganhos de sabedoria a partir de suas experiências.
Cada episódio é narrado por Gidget; na ocasião, ela quebra a "quarta parede" e aborda diretamente o seu público-alvo, geralmente refletindo sobre o que ela aprendeu com a noite da história, às vezes terminando com "Toodles!" (um Campo de expressão improvisada durante a produção).

## Personagens

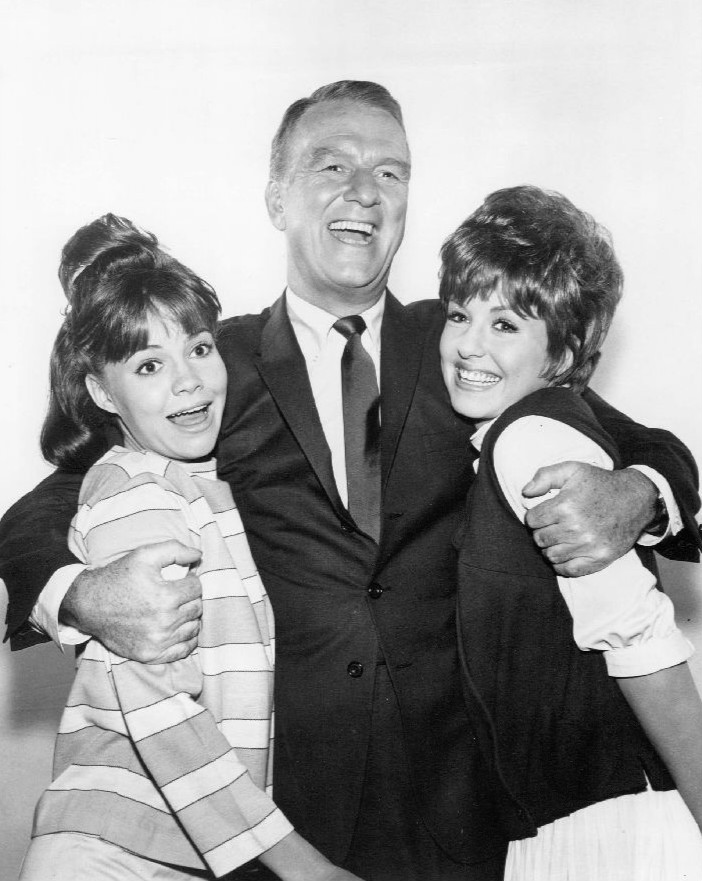
Don Porter com Sally Field e Betty Conner, 1965

- Francisca Elizabeth "Gidget" Lawrence (Sally Field) - O protótipo do sul da Califórnia beach bunny.
- Russell Lawrence (Don Porter) - Pai viúvo de Gidget e professor de inglês na UCLA.
- Anne Cooper (Betty Conner) - Irmã mais velha de Gidget, que se casou.
- John Cooper (Pete Duel) - Anne, o marido de uma estudante de psicologia.
- Larue Wilson (Lynette Inverno) - Melhor amiga de Gidget.
- Jeff "Moondoggie" Matthews (Stephen Minas) - Namorado de Gidget que está longe na faculdade Princeton University.
- Siddo (Miguel Nader) - Colega de escola da Gidget.
- Randy (Rickie Sorensen) - Colega de escola da Gidget.

Enquanto Jeff foi o verdadeiro amor de Gidget (ela usava regularmente a sua escola de anel em torno do pescoço dela), ela regularmente com data — ou, mais precisamente, perseguiu — os outros meninos, enquanto ele estava no colégio.
- Kahuna (Martin Milner) - "O Grande Kahuna"
- Jack Collins (James Davidson) - "Um carro fúnebre, um carro funerário, o Meu Reino por um carro funerário"
- Roger Haimes (James M. Crawford) - "Imagem De Scrimmage"
- Marcos (Robert Aleatório) - "Cavalheirismo não está Morto", "Gidget Política Externa"
- Bret (Randy Kirby) - "A Guerra Entre Homens, Mulheres e Gidget"
- Tom Brighton (Daniel J. Travanti) - "Agora Há um Cara"
- Corky Cook (Peter Brooks), Tate Cook (Larry Merrill) - "Muitos Cozinheiros"
- Baxter Stevenson (Tom Gilleran) - "Eu Amo Você, Eu Amo Você, Eu Amo Você, Eu Acho"
- Durf o Arraste (Richard Dreyfuss) - "Ego-a-Go-Go"
- Scott (Carl Reindel), Richie Ryan (David Macklin) - "o Amor e o Único Gidget"
- Toby (Robert Beach) - "Eu Tenho Uma Amiga Que..."

## Legado
Gidget manteve-se em regular syndication por vários anos, um dos poucos único-temporada programas para atingir esse status. Dois feitos para a televisão e filmes que se seguiram após a sua morte: Gidget Grows Up (1969) e Gidget Gets Married (1972).
A série ganhou uma nova onda de popularidade início em 1983, quando a temporada começou a ser exibida em uma base regular (juntamente com The Flying Nun). Outro filme para a televisão, Gidget's Summer Reunion, foi produzida em 1985, estrelado por Caryn Richman no papel principal. O filme foi bem-sucedido o suficiente para justificar um sindicado sequela da série, The New Gidget, com Richman reprisando seu papel. Nenhum dos membros do elenco original apareceu na nova série, apesar de original, o produtor da série, Harry Ackerman estava presente.
Gidget acumulou um grande culto de seguidores, desde a sua cancelamento prematuro, e continua a ser popular com o público.
Os episódios de Gidget estão disponíveis para compra no iTunes, e de graça através The Minisode Network nos Estados Unidos no Hulu e Crackle.
A Antenna TV começou a exibir a série no verão de 2011, nos finais de semana, emparelhado com o The Flying Nun. Toda a série foi transmitida durante um Dia da Independência numa maratona em 2012 e 2013, e um Memorial Day, numa maratona, em 2016 e 2017.

## Lançamentos em DVD
Em 21 de Março de 2006, a Sony Pictures Home Entertainment, lançado Gidget: The Complete Series com todos os 32 episódios da série em DVD na Região 1. O lançamento incluiu o episódio piloto original e uma curta entrevista com o Field. Esta versão foi descontinuado e está fora de impressão.
Em 27 de agosto de 2013, foi anunciado que a Mill Creek Entertainment adquiriu os direitos para várias séries de televisão da Sony Pictures biblioteca incluindo Gidget.
| Nome do DVD         | Ep # | Data de lançamento                                    |
| ------------------- | ---- | ----------------------------------------------------- |
| The Complete Series | 32   | 21 de Março de 2006 20 de maio de 2014 (relançamento) |